# 龍起弘
龍起弘（？年—？年），號廓菴，江西吉安府泰和县人。明朝末年政治人物，书法家。

## 生平
隆庆五年进士龍宗武之孫。萬曆四十六年（1618年）戊午科江西乡试舉人，崇祯四年（1631年）辛未科进士。通政司观政，六年授刑部山东司主事，九年除浙江司，养病归乡。后官至南京礼部主事。工书法。